# Luhačovice
Luhačovice és una petita ciutat a la part sud-est de la República Txeca, situada a la regió de regió de Zlín. La ciutat és famosa per les seves fonts minerals curatives i és considerada una de les estacions balneàries més importants del país des del segle xix.
És el balneari més gran de Moràvia. Està situat 300 metres per sobre del nivell del mar a la vall pintoresca del riu Olsava, als turons de boscos de la regió de paisatges protegida dels Bílé Karpaty (Carpats Blancs).
Luhačovice també és coneguda per la seva arquitectura única, que combina elements dels estils tradicionals txecs amb influències Art Nouveau. Alguns dels edificis més destacats de la vila són la casa del balneari, la columnata i la casa municipal. El més conegut és l'edifici de l'arquitecte Dusan Jurkovic inspirat en edificis populars.
La tradició balneària es va començar a escriure fa tres segles. Amb el desenvolupament de balnearis a la República Txeca a començaments del segle xx, la ciutat de Luhačovice va viure el seu floriment i amb el temps es va convertir en el centre d'estiueig balneari. Amb la seva grandesa Luhačovice està entre els balnearis importants de caràcter internacional.

## Ciutats agermanades
- Topoľčany, Eslovàquia